# Arrow Emblem Grand Prix no taka
Arrow Emblem Grand Prix no taka (アローエンブレム・グランプリの鷹 Arō Enbremu Guranpuri no taka?) es un Anime creado por Kogo Himiko y que en español se conoce como Grand Prix (en Hispanoamérica) o Gran Prix (en España, donde la serie fue discretamente emitida en 1991 por Antena 3 Televisión).

## Argumento
El anime cuenta la historia de Takaya Todoroki (Tony Bronson en español) un joven cuya meta es convertirse en piloto de carreras. Desde niño, Takaya muestra su afición por los coches de Fórmula 1 y de rally. En los primeros episodios se ve a Takaya compitiendo en una carrera con un coche diseñado y construido por él. Se encuentra en la pista una mancha de aceite, derrapa, se sale de la pista y termina chocando con una pared de contención. Takaya queda herido y es llevado a un hospital donde conoce a Niki Lauda, el famoso piloto de carreras, que había sufrido también un accidente en una carrera. Lauda le anima a seguir en el mundo de los coches de carreras y le convence para que se una a la escudería Arrow Emblem (Arō Enbremu アローエンブレム?) de "Katori Motors".

## Película
A partir de este anime se filmó en 1978 una película dirigida por Toei Animation. Su argumento era un resumen del que tenía la serie original que fue transmitida por Fuji TV. El personal fue el mismo que el del anime.

## Personajes
- Takaya Todoroki ' (轟鷹也 Todoroki Takaya?) ("Tony Bronson" en Latinoamérica)

seiyū: Kei Tomiyama
El personaje principal. Es un joven aspirante a piloto, vive con sus tíos quienes tienen una pescadería y trabaja repartiendo pescado en moto. Su primera aparición en las competiciones fue en una carrera organizada en el circuito de Mount Fuji donde iba en primer lugar, pero al tocar una mancha de aceite, sufre un trompo y choca con unas barreras de contención, resultando con heridas leves. Tiempo después, es contratado por Katori Motors para ser en un principio, piloto de pruebas. Después participa en distintas competencias de carácter mundial por ejemplo en la Fórmula 1 con el "Todoroki Special" (Bronson Especial en Latinoamérica) en las 24 horas de Le Mans con el Katori Saint Roman y el Formula 0 Samurai en la competiciones de Fórmula 0, en un principio, no tiene tanta suerte en las competencias y logra ganar en algunas ocasiones, siendo su triunfo más recordado el del Gran Premio de Japón en la Fórmula 1. Como auto personal, maneja un Lamborghini Countach 5000 que en las puertas lleva los logos de Arrow Emblem.
- Suzuko Ōse (逢瀬すず子"Ruth" en Latinoamérica)

seiyū: Mami Koyama
Es la fiel compañera de Takaya en todos sus proyectos como corredor. Takaya la conoce cuando Suzuko lo impacta con un neumático que llevaba rodando. Ella es quien se encarga del cronometraje cuando Takaya corre y también las ha oficiado de copiloto cuando ha competido en rally. En un principio, Takaya no la ve como prospecto amoroso, pero pasado el tiempo, comienza a ser el interés amoroso, pero en la serie nunca se le declaró.
- Hangorō Ōse (逢瀬半五郎 "Tom" en Latinoamérica)

seiyū: Masako Nozawa 
Es el hermano menor de Suzuko y gran amigo y admirador de Takaya, es un niño que es un gran fanático de los autos y las competiciones en general, sabe mucho de autos, pilotos y circuitos, además que también las ha hecho de acompañante en los Rallys que Takaya ha competido.
- Goichiro Katori ("Señor McKenzie" en Latinoamérica)

Es el presidente y dueño de Katori Motors (McKenzie Motors en Latinoamérica), contrata a Takaya después de verlo correr en el Rally Alpino que pierde a pocos metros de finalizar, impresionado por sus ideas. Es el encargado de financiar el desarrollo de los autos en los que Takaya ha corrido, en su juventud fue corredor de motociclismo de velocidad y es un gran amigo del padre de Takaya y un gran rival en el circuito. A pesar de los constantes abandonos y fracasos de Takaya en las carreras, Katori le tiene una gran confianza pues sabe que llegará a convertirse en un gran piloto.
- Masaru Oohinata (大日方勝 "Arthur Denilson" en Latinoamérica)

seiyū: Keiichi Noda
Es hijo de un banquero muy amigo del Sr. Katori y novio de la hija de este. Es el primer rival de Takaya en el mundo de las carreras, lo conoce cuando también se inscribe en la misma carrera donde Takaya participa por primera vez, hasta ese momento, Masaru era un piloto imbatible y se mostraba soberbio al ver el auto en que Takaya participaría, hasta que en plena carrera, Takaya lo logra pasar y gana gracias al accidente de este último. Después comienza a verlo con otros ojos y está obsesionado con derrotar a Takaya ya que considera que tiene algo que el no tiene a la hora de enfrentar las Carreras. Juntos logran ganar las 24 horas de Le Mans después de un gran trabajo en equipo y donde dejan sus rivalidades en segundo plano. Después Masaru es contratado por la escudería Lotus y en la carrera que Takaya gana en la Fórmula 1 (Gran Premio de Japón), después de sobrepasar desesperadamente a Takaya y Niki por llevar una vuelta menos, sufre un accidente donde su auto comienza a incendiarse y termina muriendo en un hospital producto de graves quemaduras.
- Mecánicos de Masaru

Es un grupo de 4 jóvenes de distintas edades y características físicas, siempre acompañan a Masaru a todas sus carreras reparando los autos en los que corre. Detestan en demasía la presencia de Takaya y siempre están mirandolo en menos ya que saben que es el rival a vencer de su "jefe", además de encargarse de hacer trampas para que Masaru tenga mayor ventaja para ganar, eso se puede ver en el Rally Alpino donde montan un control para que Takaya, Suzuko y Hangoro se demoraran y así Masaru ganara con facilidad, cosa que no le hizo ninguna gracia. En la serie nunca han sido revelados sus nombres y quedan descontinuados después de la muerte de Masaru.
- Rie Katori (香取梨絵 "Rita McKenzie" en Latinoamérica)

seiyū: Rihoko Yoshida 
Es la hija de Goichiro Katori y novia de Masaru, como Suzuko es el apoyo de Takaya en las carreras, Rie es el de Masaru y siempre está a su lado para apoyarlo, ella es quien le advierte a Masaru del potencial que Takaya tiene en el automovilismo. Takaya al verla, siempre se pone nervioso, debido a que ella se comportó muy amable con él en la primera carrera que corre. En la escudería Lotus, donde corre Masaru, las oficia de cronometrista. Cuando Masaru muere, es la más triste y menos convencida del destino de su novio, es por eso que le pide a Takaya que corra en su honor. Después comienza a apoyar a Takaya en las carreras y seguir el legado de su padre a cargo de Katori Motors.
- Niki Lauda (ニック・ラムダ)

seiyū: Kan Tokumaru
El famoso corredor austriaco es parte de esta serie, en un principio es conocido con el nombre de "El Enmascarado", ya que constantemente usa una capucha antiflama para cubrir las cicatrices en su cara que le provocaron el accidente en Nurburgring en 1976. Niki es quien anima a Takaya a seguir en el ámbito de las carreras y enseñándole técnicas de conducción. Después del accidente de Takaya en el circuito de Mount Fuji, Niki le cuenta sobre su accidente y posterior regreso a las carreras como forma de ejemplo de superación, en la Fórmula 0, se convierten en coequipos y ayuda a Takaya a ser el campeón.
- Ken Otsubo (Horacio en Latinoamerica)

Es un fotógrafo especializado en carreras de autos y que sigue a Takaya a todas las competencias donde está, especialmente en Europa. Cuando Takaya lo ve por primera vez, cree que es un espía y trata de golpearlo, pero después se convierten en grandes amigos. 
- Takagi Todoroki (Thomas Bronson en Latinoamerica)

seiyū: Hidekatsu Shibata
Es el padre de Takaya, en su juventud, fue un gran campeón de motociclismo de velocidad y rival dentro de la pista de Goichiro Katori y grandes amigos fuera de ella, en una carrera donde lo va a ver su esposa correr, se cruza repentinamente por la pista y Takagi la atropella, cuando va a ver en el estado en que está, la deja y sigue corriendo, horas después se entera de que había fallecido pues le dio prioridad a la carrera que a toda costa quería ganar, después de ese incidente, deja a Takaya (siendo aún pequeño) con sus tíos donde no le cuentan la verdad del todo, posteriormente Takaya sabe la verdad del accidente cuando participa en el Rally Safari de Kenia, que no era exactamente lo que había escuchado de sus tíos y que horas después su padre se entera de la muerte de su esposa se va a África a proteger a los animales en extinción. 15 años después regresa a Japón al equipo de Katori Motors con el nombre de Daisuke Kuruma (Paul Smith en Latinoamérica), ayudando en la preparación de los autos de carreras y de la conducción de Takaya, pero es muy duro con él, donde lo hace entrenar con métodos poco amigables. después se va definitivamente y todos lo dan por muerto.
- Hans Rosen

seiyū: Toshio Furukawa
Es un piloto alemán que Katori Motors contrata después de un receso que Takaya se toma en el mundo de las carreras para ir a las montañas a pasar un año sabático. Cuando conoce a Takaya, se da cuenta del potencial que tiene y concluye que no puede competir contra él, menos siendo su coequipo, es por eso que siente una gran rivalidad hacia Takaya en las carreras y considera que es su rival a vencer. En la Fórmula 0, abandona Katori Motors y se va a la escudería de los Magnates Petroleros, pero tiempo después se da cuenta de que es un equipo de bandidos y que siempre intentan jugar sucio en las carreras. En el gran premio de la Unión Soviética de la Fórmula 0, muere al verse involucrado en un accidente con otros dos pilotos, siendo su última voluntad, que Takaya corra por él.
- Isabera Pere ("Isabel" en Latinoamérica)

seiyū: Chiyoko Kawashima
Es una chica española que Takaya conoce después de que huyera de los súbditos de su padre, pues huía a Japón del compromiso amoroso que tenía con Carlos, un torero muy famoso en España. Le llama mucho la atención la gente de nacionalidad japonesa, ya que su madre fallecida era de esa nacionalidad, pasado el tiempo, comienza a tener un interés amoroso en Takaya después de la muerte de su prometido Carlos en una corrida de toros. Pero su padre le niega tener como amigo a Takaya en un principio, encerrándola en su cuarto. Isabera va a ver a Takaya cuando este corre en las 24 horas de Le Mans, y se lanza a la pista para advertir a Takaya de que el piso estaba cubierto de aceite para así evitar que se estrellara. Pero Takaya no la ve y la atropella, percatándose después que era Isabera, llevándola de urgencia al hospital donde llega con heridas graves, en el momento que Takaya cruza la meta como vencedor, Isabera muere mientras era intervenida quirurgicamente.
- Sandro Pere

Es el padre de Isabera, en un principio no quería a Takaya por su nacionalidad, ya que su esposa fallecida era japonesa y podría traerle tristes recuerdos. Tiempo después comienza a aceptar la amistad de Takaya e incluso le presta uno de sus autos antiguos de colección para que de un paseo.
- Guida

Es un piloto español que está obsesionado con asesinar a Takaya pues considera que es el culpable de la muerte de su hermano Carlos cuando un toro lo cornea después de distraerse al ver a Isabera tomarle la mano a Takaya. Guida hace todo lo posible por matar a Takaya, como golpearlo en la calle, pelear con espadas de torero o llevarlo a la fuerza a una plaza de toros para que torear a un toro furioso, dónde termina con una pierna lastimada y no pueda correr el gran Premio de Mónaco. Cuando corre en las 24 horas de Le Mans, planea una trampa para que Takaya se vaya fuera de la pista y se estrelle, mandando a rociar con aceite una parte del circuito cuando estaba en el tramo de noche, pero no se percata que Isabera se interpone para advertir a Takaya y que este la atropelló por su culpa, en el momento de llegar a pits, Takaya golpea a Guida por aquel hecho y lo amenaza que lo acusará a los jueces por golpearlo, después de que Takaya le dice que pasó con Isabera, siente un gran remordimiento por lo sucedido y termina matándose al soltarse del volante y estrellarse en un árbol.
- Pat Clark

seiyū: Nana Yamaguchi
Es una chica canadiense que Takaya conoce en las montañas cuando pasaba sus vacaciones, es una gran esquiadora y le enseña a Takaya a esquiar como un profesional, especialmente después de que un francotirador intentara matarlos para así poder huir, el motivo que tuvo el francotirador para matar a Takaya, es que cuando Guida murió, lo hizo con la frustración de no poder matarlo, pidiéndole eso como su última voluntad. Después frustra un robo que los miembros del equipo de los Magnates Petroleros intentaban hacer en un banco y se inscribe en el Gran Premio de Alemania de la Fórmula 0 por el equipo británico; en la carrera de que participa, que se disputaba bajo una torrencial lluvia, se encuentra con los ladrones, quienes le tocan su auto, provocándole un accidente, terminando Pat con graves heridas y los ladrones muertos al chocar los autos entre sí, los últimos episodios los pasa recuperándose en el hospital y Takaya le regala la mitad de la medalla que consiguió al obtener el segundo lugar en el gran premio de la Unión Soviética.

## Música
Tema de apertura
- Guranpuri no Taka (グランプリの鷹?) Cantado por Ichirō Mizuki.

Tema de cierre
- Rēsā Burūsu (レーサーブルース?) Cantado por Ichirō Mizuki.

### Enjaponés
- Página oficial(en japonés) Archivado el 19 de agosto de 2010 en Wayback Machine.

### Enitaliano
- Información en italiano

### En Información para coleccionistas
- Juguetes, información, DVD (enlace roto disponible en Internet Archive; véase el historial, la primera versión y la última).

### Enespañol
- Sitio web oficial del Capitán Memo
- Sitio web dedicado a Toni Bronson y otros animes

- Datos: Q617880